# Chukwudi Iwuji

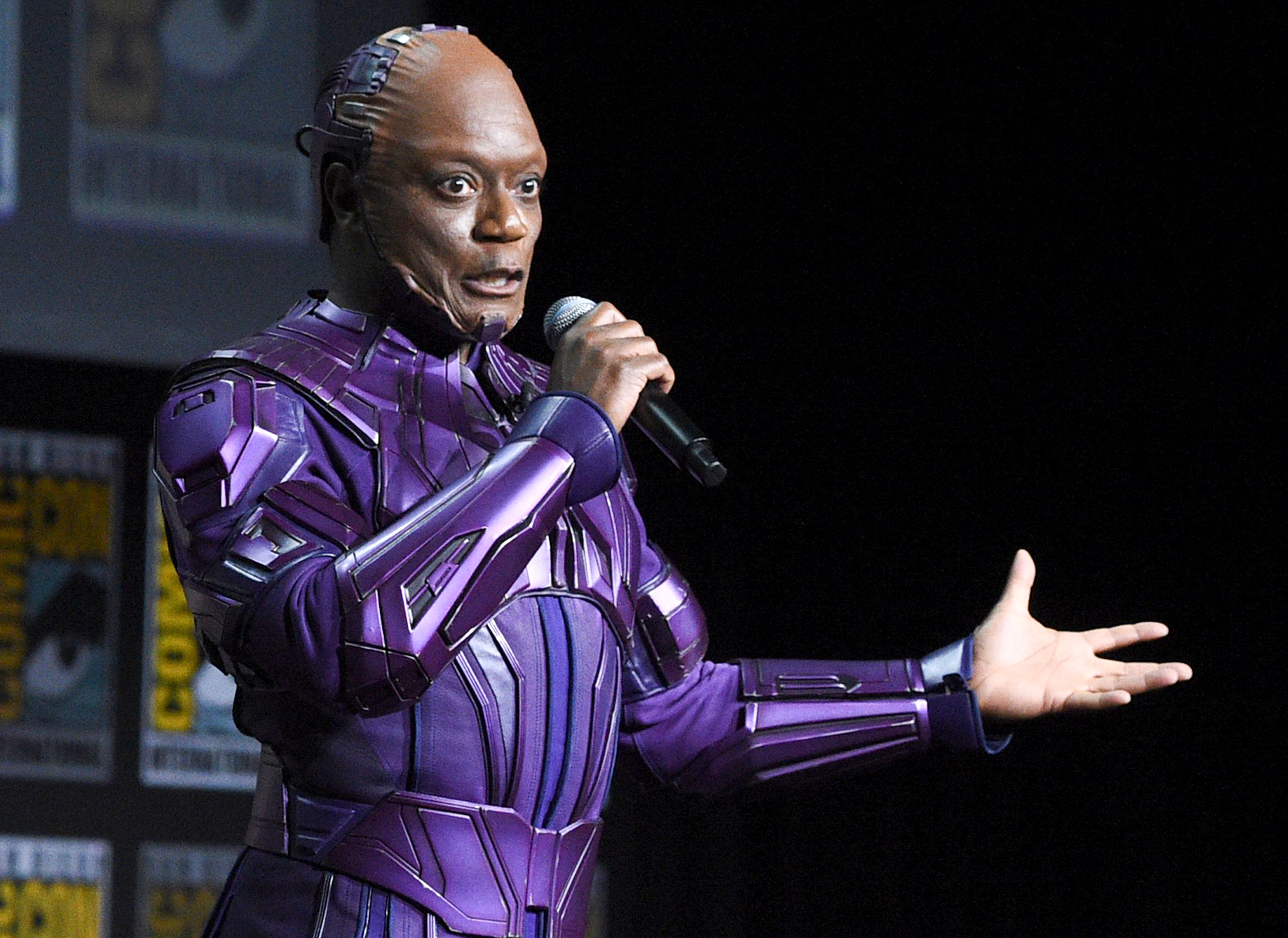
Chukwudi Iwuji

Chukwudi Iwuji (* 1975 in Nigeria) ist ein nigerianisch-britischer Schauspieler.

## Leben und Karriere
Chukwudi Iwuji stammt aus Nigeria. Im Alter von zehn Jahren gingen seine Eltern nach Äthiopien, um dort für die Vereinten Nationen zu arbeiten und schickten ihren Sohn deswegen auf ein Internat in Großbritannien. Nach dem Schulabschluss ging er zunächst in die Vereinigten Staaten und nahm ein Wirtschaftsstudium an der Yale University auf. Aufgrund dessen, dass er den Wunsch hegte Schauspieler zu werden, nahm er an einer Aufführung des Stücks Mord im Dom teil. Seine Leistung verschaffte ihm ein Stipendium für die University of Wisconsin–Milwaukee, an die er in der Folge wechselte. Nach seiner Rückkehr in das Vereinigte Königreich bewarb er sich erfolgreich bei der Royal Shakespeare Company.
1996 stand Iwuji für den Kurzfilm Short Change erstmals vor der Kamera. Nach einigen Jahren Unterbrechung trat er 2005 in den Serien Proof und Casualty auf. 2009 stand er mit der Royal Shakespeare Company in der Titelrolle für die dreiteilige Inszenierung des Dramas Heinrich VI. auf der Bühne. Für seine darstellerische Leistung wurde er zweimal mit dem Laurence Olivier Award geehrt. Ebenfalls 2009 übernahm er die Rolle des Black im britischen Thriller Exam – Tödliche Prüfung. Danach folgten Gastauftritte in den Serien Doctor Who, Wizards vs Aliens, Crossing Lines, Madam Secretary, Blindspot und Quantico. 2014 stand Iwuji für die Tragödien Antonius und Cleopatra und König Lear am Public Theatre bzw. Delacorte Theater auf der Bühne. 2016 spielte er, erneut am Public Theatre, die Titelrolle des Stücks Hamlet. 2018 wurde er für seine Darstellung der Figur John Blanke aus dem Stück The Low Road mit dem Obie Award ausgezeichnet. Im selben Jahr verkörperte er auf der Bühne des Delacorte Theatre im Stück Othello die titelgebende Hauptfigur.
2017 wirkte er als Akoni im Actionfilm John Wick: Kapitel 2 mit. Seit 2018 verkörpert er als  Alexander Hale eine Nebenrolle in der britischen Serienproduktion The Split – Beziehungsstatus ungeklärt. 2019 spielte er als Dr. Cornelius Braun eine Nebenrolle im Mystery-Horror-Thriller Der Killer in mir. In der Miniserie When They See Us war er zudem als Colin Moore zu sehen. für die Serie Designated Survivor wirkte er in der letzten Staffel in der Rolle des Dr. Eli Mays mit. 2020 trat Iwuji als Charles Edgefield im Filmdrama Neues aus der Welt des Regisseurs Paul Greengrass auf.

## Filmografie (Auswahl)
- 1996: Short Change (Kurzfilm)
- 2005: Proof (Fernsehserie, 4 Episoden)
- 2005: Casualty (Fernsehserie, eine Episode)
- 2009: Exam – Tödliche Prüfung (Exam)
- 2011: Doctor Who (Fernsehserie, 2 Episoden)
- 2012: Wizards vs Aliens (Fernsehserie, 2 Episoden)
- 2013: Murder in Manhattan (Fernsehfilm)
- 2014: Fall to Rise
- 2015: Crossing Lines (Fernsehserie, 2 Episoden)
- 2016: Madam Secretary (Fernsehserie, Episode 2x19)
- 2016: Blindspot (Fernsehserie, Episode 1x19)
- 2016: Barry
- 2017: John Wick: Kapitel 2 (John Wick 2)
- 2017: Bikini Moon
- 2018: Quantico (Fernsehserie, Episode 3x06)
- 2018: Rosy
- 2018–2022: The Split – Beziehungsstatus ungeklärt (The Split, Fernsehserie)
- 2019: Der Killer in mir (Daniel Isn't Real)
- 2019: When They See Us (Miniserie, 2 Episoden)
- 2019: Designated Survivor (Fernsehserie, 8 Episoden)
- 2019: Der Denver-Clan (Dynasty, Fernsehserie, Episode 3x07)
- 2020: Shine Your Eyes
- 2020: Neues aus der Welt (News of the World)
- 2022: Peacemaker (Fernsehserie)
- 2023: Guardians of the Galaxy Vol. 3
- 2023: Evil (Fernsehserie, 6 Folgen)
- seit 2024: The Day of the Jackal (Fernsehserie)